# Glenside (Whiskybrennerei)
Glenside war eine Whiskybrennerei in Campbeltown, Argyll and Bute, Schottland. Sie lag in der Whiskyregion Campbeltown.
Die Brennerei wurde 1830 von  John Marshall an der Glenside Street erbaut. Teilweise werden auch David Anderson, James Armour und Jessie Miller als Gründer angegeben in Verbindung mit dem Gründungsdatum 1834 angegeben, was sich jedoch nicht mit Barnards Aufzeichnungen deckt. Im Laufe der Jahre wechselte die Brennerei häufig ihren Besitzer, wobei der Name jedoch bis zuletzt unverändert blieb. Als letzte Eigentümer sind Robertson & Co. verzeichnet, welche den Betrieb 1926 schlossen. Die Gebäude wurden mittlerweile abgerissen. Auf der Fläche befinden sich heute Wohnblöcke. 
Als Alfred Barnard im Rahmen seiner Whiskyreise im Jahre 1885 die Brennerei besuchte, verfügte sie über eine jährliche Produktionskapazität von 70.000 Gallonen. Es standen eine Grobbrandblase (Wash Still) mit einer Kapazität von 2483 Gallonen sowie eine Feinbrandblase (Spirit Still) mit Kapazitäten von 1372 beziehungsweise 1066 Gallonen zur Verfügung. Es wurde ausschließlich Malt Whisky produziert.